# Андерлехт (футбольный клуб)
«Андерле́хт» (нидерл. Royal Sporting Club Anderlecht — «Королевский спортивный клуб Андерлехт»; нидерландское произношение: [ˈɑndərlɛxt], французский: [ɑ̃dəʁlɛkt], немецкий: [ˈandɐlɛçt]) — бельгийский профессиональный футбольный клуб из одноимённой коммуны в Брюсселе. Образован 27 мая 1908 года. Является самым титулованным клубом Бельгии: 34-кратный чемпион Бельгии, девятикратный обладатель Кубка страны, 13-кратный победитель Суперкубка Бельгии, а также пятикратный обладатель европейских кубков. Домашние матчи проводит на стадионе «Констант Ванден Сток», вмещающем более 22 тысяч зрителей. Традиционные цвета клуба — пурпурно-белые.

## История
Клуб основан 27 мая 1908 года в располагающемся на территории коммуны Андерлехт кафе «Конкордия». Участвовать в официальных турнирах новоиспеченная команда начала в сезоне 1909/10 годов, стартовав на самом низком уровне бельгийской футбольной лиги, в третьем провинциальном дивизионе. В 1913 году команда попала во второй дивизион национального чемпионата и заняла там четвёртое место. До войны, в 1917 году, для клуба была построена арена «Констант Ванден Сток», на которой команда выступает и по сей день. В годы первой мировой у команды появился могущественный патрон — промышленник Эмиль Версе. Он выбрал для понравившейся ему команды фиолетовый и белый цвета формы. В 1921 году «Андерлехт» впервые пробился в высший дивизион чемпионата Бельгии и занял 12-е место, но в течение последующего десятилетия клуб находился внизу турнирной таблицы или балансировал между дивизионами.
В 1947 году «Андерлехт» впервые выиграл чемпионский титул. С тех пор «фиолетовые» окончательно превратились в одну из ведущих футбольных команд Бельгии и с завидной частотой финишировали на первом месте турнирной таблицы. В период с 1963 по 1968 год клуб установил национальный рекорд, пять раз подряд выиграв золото чемпионата страны. Клуб стал базовым для национальной сборной страны.
Выступая на европейской арене, клуб также достигал немалых успехов. В сезоне 1982/83 «Андерлехт» завоевал Кубок УЕФА, а также доходил до финала этого турнира в 1984-м году. Также «Андерлехт» дважды завоёвывал Суперкубок УЕФА (в 1976-м и 1978-м годах) и Кубок кубков (в сезонах 1975/76 и 1977/78).
После трёх вторых мест в чемпионате лиги подряд, «Пурпурно-белые» легко выиграли свой 18-й чемпионский титул в кампании 1984/85 годов, опередив «Брюгге» на 11 очков. В двух последующих сезонах «Андерлехт» снова финишировал на первой строчке таблицы. К несчастью, летом 1987 года из команды в другие клубы уходят два ключевых игрока Франк Веркаутерен и Энцо Шифо, ещё один любимец болельщиков Хуан Лозано получает тяжелейшую травму. В 1998 году ослабленная команда финиширует только четвёртой в чемпионате, пропустив вперёд «Брюгге», «Мехелен» и «Антверпен», но, тем не менее, выигрывает свой шестой Кубок Бельгии, обыграв в финале «Стандард» со счётом 2:0. В следующем году «Андерлехт» опять остается обладателем кубка и занимает второе место в бельгийском чемпионате.
На протяжении 1990-х годов «Андерлехт» добирается до финала Кубка обладателей кубков УЕФА 1990 года, но проигрывает решающий поединок итальянской «Сампдории». Затем на европейских соревнованиях клуб дважды добирается до четвертьфинала Кубка УЕФА — в 1990/91 и 1996/97 годах. В национальном турнире за эти годы команда четыре раза становилась чемпионом страны и взяла ещё один Кубок Бельгии.
В первой декаде нового тысячелетия «Андерлехт» завоевал ещё пять чемпионских титулов на уровне страны, и выиграл ещё один кубок. В Лиге чемпионов УЕФА сезона 2000/01 «пурпурно-белые» впервые сумели пройти во второй раунд, а затем и в групповой этап, где заняли третье место в своей группе, пропустив в перед «Реал Мадрид» и «Лидс Юнайтед».
В сезоне 2009/10 «Андерлехт» выигрывает свои 30-е медали национальных чемпионов. В Лиге Европы 2011/12 годов клуб стал первой в истории бельгийской командой, завершившей групповой этап европейского соревнования с максимальным количеством очков, обыграв своих соперников по группе «Локомотив (Москва)», «Штурм» и «АЕК (Афины)».

## Дерби и ультрас
У «Андерлехта» есть три главных дерби, это матчи с клубом «Стандард» (Бельгийское классико). Второе дерби с клубом «Брюгге». Третье дерби против «Юнион» (Брюссельское дерби).
Ультрас-группы «Андерлехта»: «Mauves Army 2003». Друзьями считаются ультрас «Аякса».

## Достижения
Официальные трофеи (признанные УЕФА и ФИФА)

### Национальные
- Чемпионат Бельгии
  - Чемпион (34, рекорд): 1946/47, 1948/49, 1949/50, 1950/51, 1953/54, 1954/55, 1955/56, 1958/59, 1961/62, 1963/64, 1964/65, 1965/66, 1966/67, 1967/68, 1971/72, 1973/74, 1980/81, 1984/85, 1985/86, 1986/87, 1990/91, 1992/93, 1993/94, 1994/95, 1999/00, 2000/01, 2003/04, 2005/06, 2006/07, 2009/10, 2011/12, 2012/13, 2013/14, 2016/17
- Кубок Бельгии
  - Обладатель (9): 1964/65, 1971/72, 1972/73, 1974/75, 1975/76, 1987/88, 1988/89, 1993/94, 2007/08
- Кубок Бельгийской Лиги
  - Обладатель (3, рекорд): 1973, 1974, 2000
- Суперкубок Бельгии
  - Обладатель (13): 1985, 1987, 1993, 1995, 2000, 2001, 2006, 2007, 2010, 2012, 2013, 2014, 2017

### Международные
- Кубок обладателей кубков УЕФА
  - Обладатель (2): 1976, 1978
  - Финалист (2): 1977, 1990
- Кубок ярмарок
  - Финалист: 1969/70
- Кубок УЕФА
  - Обладатель: 1983
  - Финалист: 1984
- Суперкубок УЕФА
  - Обладатель (2): 1976, 1978

## Текущий состав
| 16 | Флаг Дании    | Вр  | Мадс Киккенборг        | 1999 |  |  |  |  |  |
| 26 | Флаг Бельгии  | Вр  | Колин Кузманс          | 1992 |  |  |  |  |  |
|    |               |     |                        |      |  |  |  |  |  |
| 4  | Флаг Сербии   | Защ | Ян-Карло Симич         | 2005 |  |  |  |  |  |
| 5  | Флаг Сенегала | Защ | Мусса Н'Диай           | 2002 |  |  |  |  |  |
| 6  | Флаг Швеции   | Защ | Людвиг Аугустинссон    | 1994 |  |  |  |  |  |
| 13 | Флаг Дании    | Защ | Матиас Йёргенсен       | 1990 |  |  |  |  |  |
| 14 | Флаг Бельгии  | Защ | Ян Вертонген (капитан) | 1987 |  |  |  |  |  |
| 25 | Флаг Бельгии  | Защ | Тома Фоке              | 1994 |  |  |  |  |  |
| 54 | Флаг Бельгии  | Защ | Киллиан Сарделла       | 2002 |  |  |  |  |  |
| 55 | Флаг Бельгии  | Защ | Марко Кана             | 2002 |  |  |  |  |  |
|    |               |     |                        |      |  |  |  |  |  |
| 10 | Флаг Бельгии  | ПЗ  | Яри Версхарен          | 2001 |  |  |  |  |  |
| 17 | Флаг Бельгии  | ПЗ  | Тео Леони              | 2000 |  |  |  |  |  |
| 18 | Флаг Ганы     | ПЗ  | Маджид Ашимеру         | 1997 |  |  |  |  |  |

| 21 | Флаг Гвинеи    | ПЗ  | Амаду Диавара     | 1997 |  |  |  |  |  |
| 23 | Флаг Бельгии   | ПЗ  | Матс Ритс         | 1993 |  |  |  |  |  |
| 27 | Флаг Англии    | ПЗ  | Сэмьюэл Эдози     | 2003 |  |  |  |  |  |
| 29 | Флаг Бельгии   | ПЗ  | Марио Струйкенс   | 2004 |  |  |  |  |  |
| 32 | Флаг Бельгии   | ПЗ  | Леандер Дендонкер | 1995 |  |  |  |  |  |
| 72 | Флаг Бельгии   | ПЗ  | Натан Де Кат      | 2008 |  |  |  |  |  |
|    |                |     |                   |      |  |  |  |  |  |
| 7  | Флаг Бельгии   | Нап | Франсис Амузу     | 1999 |  |  |  |  |  |
| 11 | Флаг Бельгии   | Нап | Торган Азар       | 1993 |  |  |  |  |  |
| 12 | Флаг Дании     | Нап | Каспер Дольберг   | 1997 |  |  |  |  |  |
| 19 | Флаг Эквадора  | Нап | Нильсон Ангуло    | 2003 |  |  |  |  |  |
| 20 | Флаг Аргентины | Нап | Луис Васкес       | 2001 |  |  |  |  |  |
| 36 | Флаг Дании     | Нап | Андерс Дрейер     | 1998 |  |  |  |  |  |